# طيران الهند
طيران الهند (بالإنجليزية: Air India)‏ تأسست في عام 1932 كناقلة رسمية حكومية لجمهورية الهند، ويقع مقرها الرئيسي في مطار تشاتراباتي شيفاجي الدولي في مومباي، ولها مقر آخر في مطار انديرا غاندي الدولي في نيودلهي مع مقر فرعي في مطار تشيناي الدولي في تشيناي.
تطير شركة الطيران الهندي إلى 95 محطة بما فيها 12 محطة تطير إليها شركة طيران الهند إكسبريس والتي تمتلكها الشركة الأم بالكامل.

## أحداث وحوداث
- طائرة تابعة لشركة الطيران الهندي (رحلة رقم 855) تتحطم في بحر العرب بعد اقلاعها من مطار تشاتراباتي شيفاجي الدولي بتاريخ 1 يناير 1978، مما أسفر عن مصرع جميع من كان على متنها (190 راكب و 23 طاقم الطائرة).
- طائرة تابعة لشركة الطيران الهندي (بوينغ 707) تتحطم في مومباي بتاريخ 21 يونيو 1982 عند محاولتها الهبوط في جو عاصف وماطر مما اسفر عن مقتل شخصين من الطاقم و15 راكبا.
- قنبلة تنفجر في مبنى الامتعة بمطار طوكيو الدولي الجديد وتقتل اثنين من العمال بتاريخ 23 يونيو 1985، القنبلة كانت في إحدى الحقائب وكان مخططا لها ان تنفجر في طائرة تابعة لشركة الطيران الهندي (رحلة رقم 301) والتي كانت متوجهة إلى بانكوك.
- رحلة شركة الطيران الهندي رقم 182 تنفجر في السماء بتاريخ 23 يونيو 1985 بواسطة قنبلة.[5][6][7] الرحلة كانت في رحلة مسارها مونتريال-لندن-دلهي-مومباي، ولكنها انفجرت بالقرب من شواطئ أيرلندا فوق المحيط الأطلسي مما اسفر عن مقتل كل من كان على متنها وعددهم 329 شخصا. ونتيجة لهذا التفجير، اوقفت شركة الطيران الهندي جميع رحلاتها من كندا حتى عام 2005.

## الوجهات
- نيروبي - كينيا
- دار السلام - تانزانيا
- هونغ كونغ - الصين
- شنغهاي - الصين
- أوساكا - اليابان
- طوكيو - اليابان
- سيول - كوريا الجنوبية
- المنامة - البحرين
- الكويت - الكويت
- مسقط - عمان
- صلالة - سلطنة عمان
- الدوحة - قطر
- الرياض - السعودية
- الدمام - المملكة السعودية
- جدة - المملكة السعودية
- أبو ظبي - الإمارات
- العين - الإمارات
- دبي - الإمارات
- دكا - بنغلاديش
- جاكرتا - اندونيسيا
- كوالا لمبور - ماليزيا
- سنغافورة - سنغافورة
- بانكوك - تايلندا
- باريس - فرنسا
- فرانكفورت - ألمانيا
- برمنغهام - المملكة المتحدة
- لندن - المملكة المتحدة
- تورنتو - كندا
- شيكاغو - الولايات المتحدة الأمريكية
- لوس انجلوس - الولايات المتحدة الأمريكية
- نيويورك - الولايات المتحدة الأمريكية
- نيوارك - الولايات المتحدة الأمريكية

## مواقع ذات صلة
- موقع شركة الطيران الهندي
- طيران الهند - التاريخ من الطائرات